# Abe Masahiro

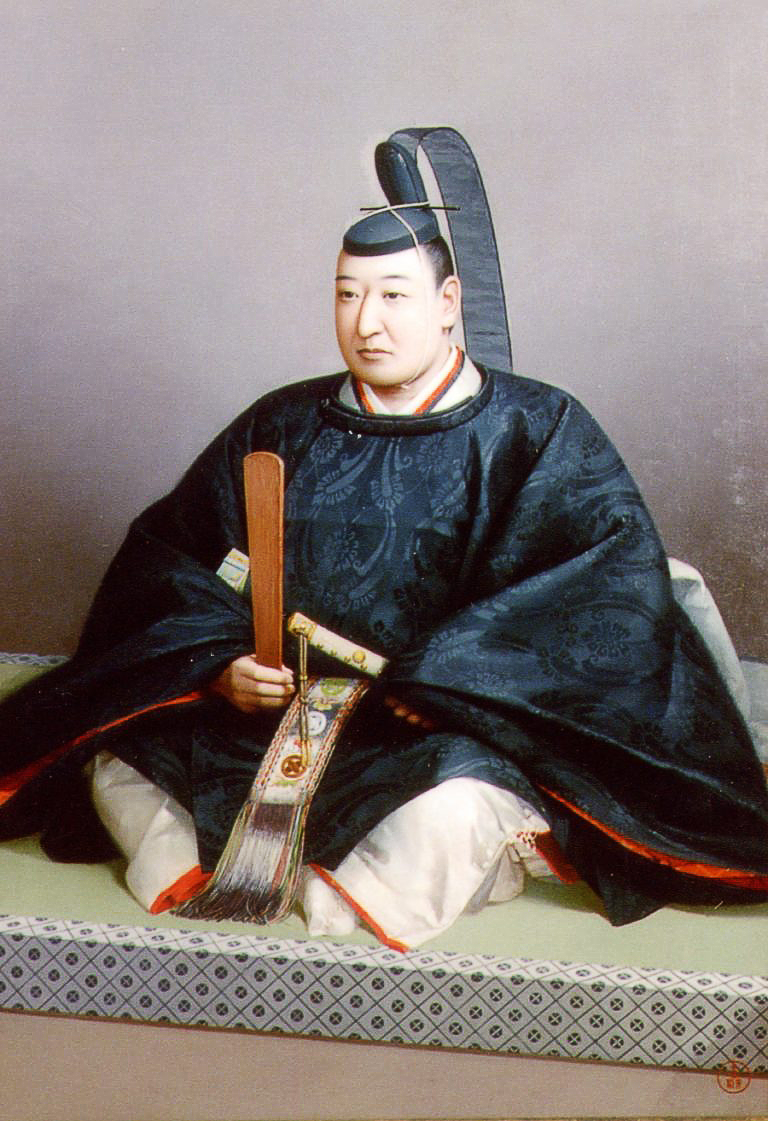
Abe Masahiro

Abe Masahiro (japanisch 阿部 正弘; geboren 3. Dezember 1819 in Edo; gestorben 6. August 1857 in Edo) war ein japanischer Staatsmann. Nach der Landung von Matthew C. Perrys Schwarzer Flotte verhandelte er die Öffnung Japans für einen Handel mit den westlichen Staaten.

## Leben und Wirken
Abe stammte aus einer einflussreichen Adelsfamilie. Er war erst 25 Jahre alt, als er zum Vorsitzenden der Rōjū, einem der höchsten Amtsposten im Shogunat, ernannt wurde. Die Regierung war bis dahin in den Händen einer Gruppe von konservativen Reformern gewesen, deren Versuche, die vergangenen Tugenden des japanischen Staates wiederherzustellen, zu erheblichen Unruhen in der Bevölkerung führten. Abes erste Jahre im Amt waren vom erfolgreichen Bemühen geprägt, die von diesen Veränderungen hervorgerufene Unzufriedenheit zu lindern.
Da Anfang des 19. Jahrhunderts immer wieder westliche Schiffe vor der japanischen Küste auftauchten, ließ Abe die Küstenverteidigung verstärken und setzte damit Japans traditionelle Abschottungspolitik fort. Westliche Einflüsse waren nur willkommen um Japans militärisches und wirtschaftliches Potenzial zu verbessern.
Als Perrys Flotte 1853 eintraf, war es schnell ersichtlich, dass die japanische Verteidigung den amerikanischen Kriegsschiffen in keinerlei Hinsicht gewachsen war. Als Perry im Februar darauf zurückkehrte, unterzeichnete Abe am 31. März 1854 den Vertrag von Kanagawa, um Japan für einen eingeschränkten Handel mit den USA zu öffnen. Ähnliche Verträge wurden in den darauffolgenden Monaten mit Großbritannien, Russland und den Niederlanden abgeschlossen. Inzwischen, befeuert durch die scheinbare Schwäche des Shogunats, wurden Stimmen für die Wiedereinsetzung der alten Kaiserfamilie laut. Abe, der von Kritik überschüttet wurde, sein Land verraten zu haben, wurde gezwungen einen großen Teil seiner Befugnisse wieder abzugeben; danach kümmerte er sich ausschließlich um innere Angelegenheiten.